# Брендивајн (Мериленд)
Брендивајн (енгл. Brandywine) насељено је место без административног статуса у америчкој савезној држави Мериленд.

## Демографија
По попису из 2010. године број становника је 6.719, што је 5.309 (376,5%) становника више него 2000. године.
| Група             | 2000.       | 2010.         |
| Белци             | 791 (56,1%) | 1.287 (19,2%) |
| Афроамериканци    | 539 (38,2%) | 4.850 (72,2%) |
| Азијати           | 16 (1,1%)   | 140 (2,1%)    |
| Хиспаноамериканци | 10 (0,7%)   | 295 (4,4%)    |
| Укупно            | 1.410       | 6.719         |